# Емульсійна фарба
Емульсійна фарба — різновид фарбувальних матеріалів, що відносяться до водно-дисперсійних фарб. Являють собою емульсію, що складається з води, пігментів і найдрібніших частинок полімерів, які виступають основою й перебувають у водному середовищі в підвішеному стані, при цьому частки емульсії не розчиняються. Залежно від застосованої основи фарби бувають полівінілацетатні, каучукові, поліакрилові тощо.
Властивості водоемульсійних фарб залежать від сполучного компонента. Фарби такого типу легко змиваються мильним розчином, добре накладаються на будь-яку поверхню крім тих, які були раніше пофарбовані глянсовою фарбою.
Водоемульсійна фарба на основі ПВА має низьку опірність до вологи. В основному застосовується для фарбування стель і стін в сухих приміщеннях.
Водно-дисперсійні фарби на основі поліакрилатів називають акриловими і застосовують в текстильній промисловості для друку на одязі, для живопису та будівництва.